# 청색두루미
청색두루미(Blue crane)는 남아프리카 공화국의 국조이다. 이 종은 IUCN에 의해 취약종으로 분류되어 있다.

## 묘사

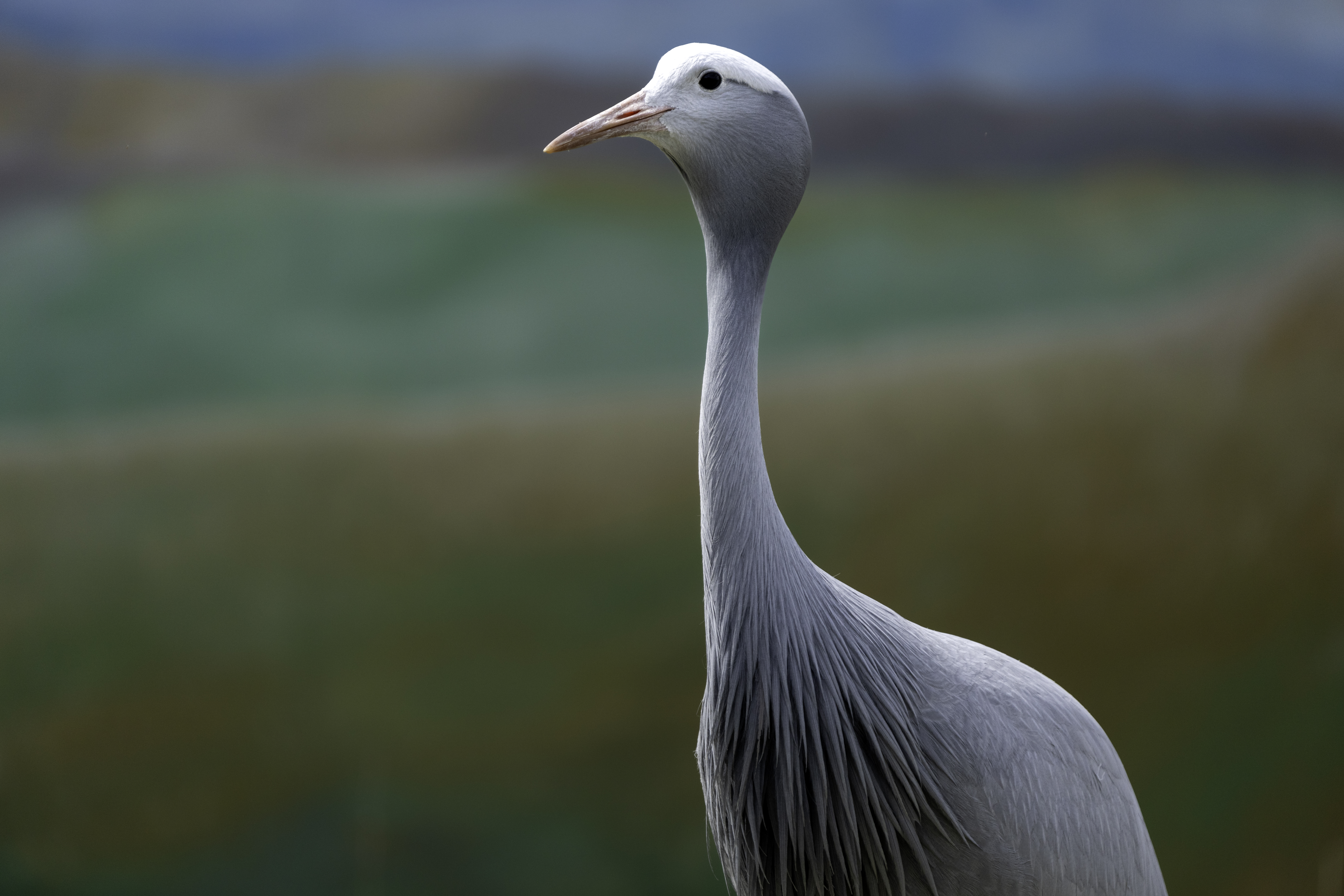
국제 두루미 재단의 청색두루미

청색두루미는 키가 크고 땅에 사는 새이지만, 두루미과의 기준으로는 상당히 작다. 키는 100~120cm이고 날개 길이는 180~200cm, 무게는 3.6~6.2kg이다. 표준 측정치 중 날개 코드는 51.4~59cm, 부리 길이는 8~10cm, 족근은 20.5~25.2cm이다. 이 두루미는 연한 청회색을 띠며 윗머리, 목, 목덜미 부분이 더 어두워진다. 왕관부터 목덜미까지 깃털은 뚜렷하게 더 가볍고 때로는 희끄무레하다. 부리는 황토색에서 회색으로, 분홍색 색조를 띠기도 한다. 긴 날개 끝 깃털은 땅으로 뻗어 있다. 기본 깃털은 검은색에서 청회색이며 어두운 덮개와 2차 깃털은 검은색이다. 대부분의 두루미와 달리 머리는 비교적 크고 목은 비례적으로 얇다. 어린 개체는 비슷하지만 약간 더 가벼우며 머리에 황갈색이 있고 긴 날개 깃털은 없다.

## 서식지
청색두루미는 건조한 초원의 새로, 주로 언덕, 계곡, 평야의 목초지에 나무가 흩어져 있다. 이들은 둥지 시즌에 고지대와 습지 지역 모두에 접근할 수 있는 지역을 선호하지만, 거의 전적으로 건조한 지역에서 먹이를 먹는다. 이들은 고도 이동성 동물로, 일반적으로 해발 약 1,300~2,000m의 저지대 초원에 둥지를 틀고 겨울에는 낮은 고도로 내려간다.

## 이동
15종의 두루미 중 청색두루미의 분포가 가장 제한적이다. 현재 개체 수가 적은 종 (시베리아흰두루미 또는 미국흰두루미 등)도 이동 경로에서 상당한 범위에 걸쳐 발견된다. 청색두루미는 주로 고도를 따라 이동하지만 자세한 내용은 거의 알려져 있지 않다.